# Friedrich Gustav Gauß

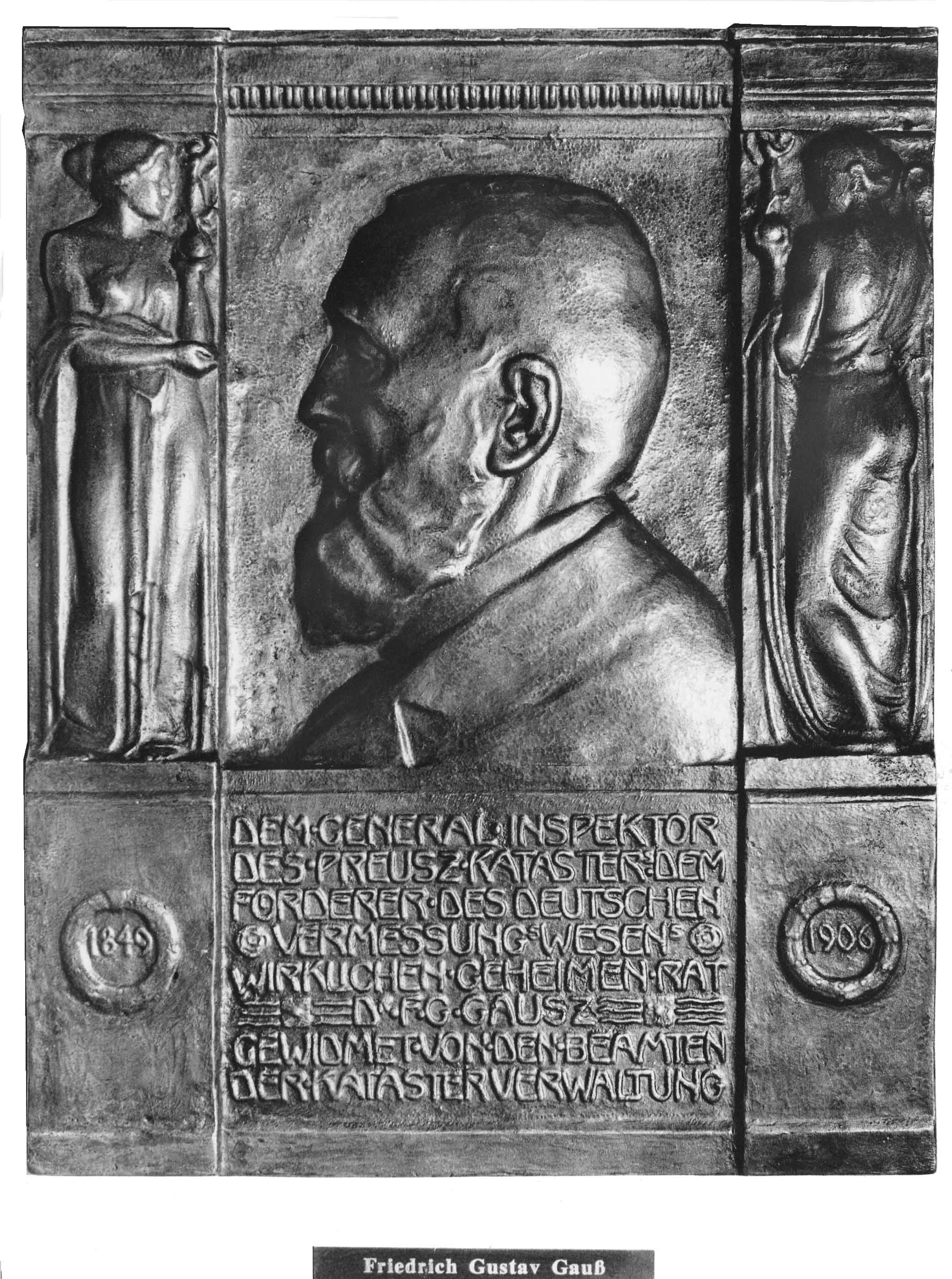
Friedrich Gustav Gauß, Bronzetafel im Rathaus Bielefeld

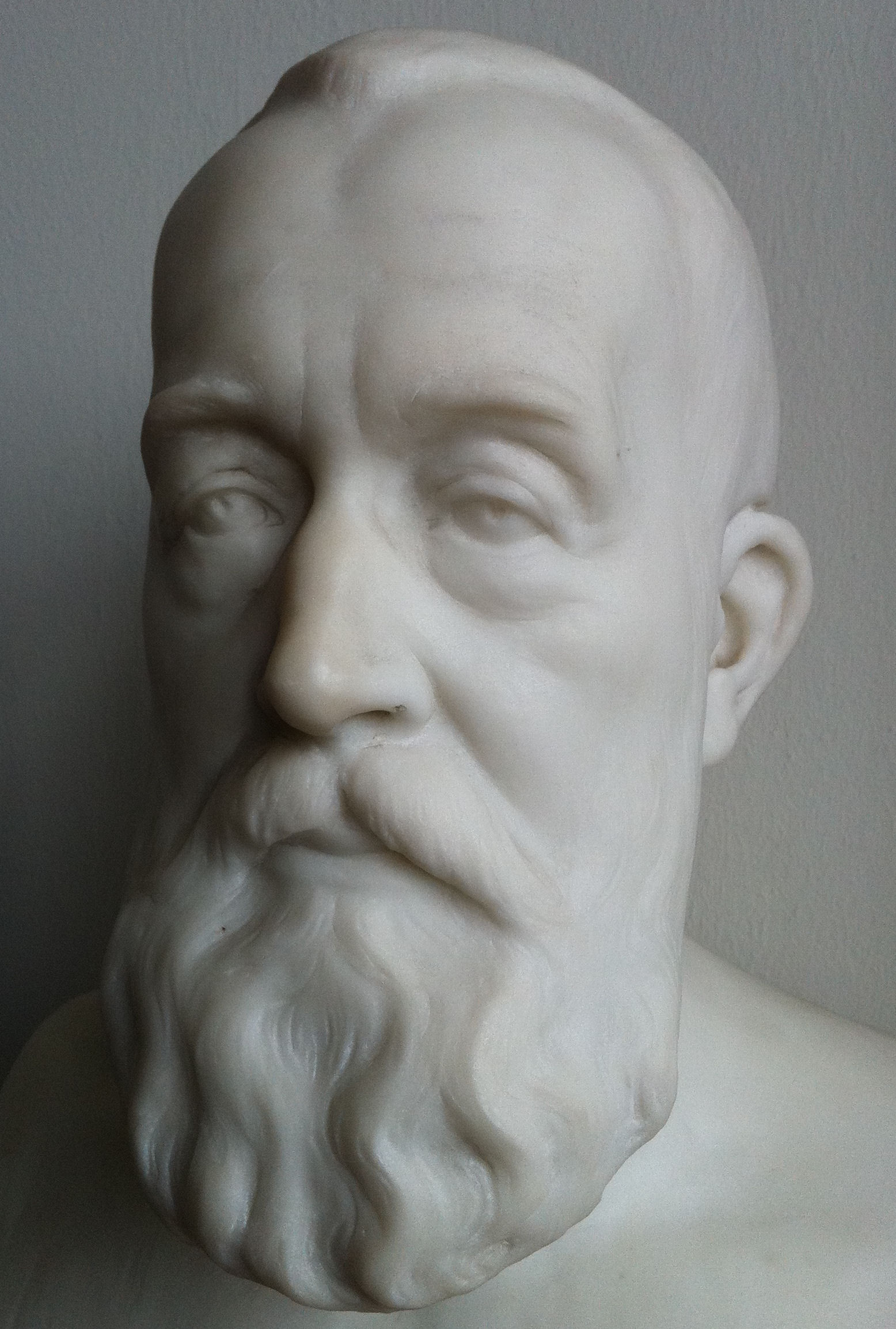
Friedrich Gustav Gauß, Marmorbüste in der Technischen Universität Berlin

Friedrich Gustav Gauß (* 20. Juni 1829 in Bielefeld; † 26. Juni 1915 in Berlin) war ein deutscher Geodät. Gauß war maßgeblich an der Entwicklung des Liegenschaftskatasters in Preußen beteiligt; daneben gab er Logarithmentafeln heraus.

## Leben
Friedrich Gustav Gauß wuchs als Sohn von Johann Phillip Gauß, Kleinhändler aus Bielefeld, und Johanna Sophie Gauß auf. Nach dem Besuch der Bürgerschule, des Gymnasiums bis zur Primarreife und der Provinzialgewerbeschule entschied er sich für den Beruf des Feldmessers. In den Jahren 1846 und 1847 machte er eine praktische Ausbildung beim Obergeometer Johann Jacob Vorlaender, welcher persönlich mit Carl Friedrich Gauß bekannt war und unter anderem im Bereich der Triangulationen arbeitete.
Friedrich Gustav Gauß legte im Oktober 1848 die Feldmesserprüfung in Minden ab. Im Jahr darauf wurde er vereidigt und trat dem Neuvermessungsdienst des Rheinisch-westfälischen Grundsteuer-Katasters bei. In den nächsten zehn Jahren sammelte er vielfältige praktische und theoretische Kenntnisse im Katasteraufbau. Zwischen 1852 und 1856 war er als Kataster-Supernumerar in der Kataster-Inspektion Minden tätig und leistete in dieser Zeit auch seinen Heeresdienst ab. Nachdem er 1857 zum Katasterkontrolleur ernannt worden war, wurde er im Oktober 1858 als „Hülfsarbeiter“ in die geheime Kalkulatur des Königlichen Finanzministeriums in Berlin berufen.
Er erweckte mit einer Denkschrift über die gleichmäßige Ermittlung des landwirtschaftlichen Ertrages unter Berücksichtigung der Verschiedenheit der einzelnen Provinzen des Staates Aufmerksamkeit, da er damit ein praxisnahes Konzept für die gerechte Steuererhebung vorschlug. Schon 1859 ernannte man ihn zum Geheimen expedierenden Sekretär. In den folgenden Jahrzehnten trug Gauß die Verantwortung für das ab 1861 in den östlichen Provinzen Preußens aufzubauende Grundsteuer- und Gebäudekataster. Gauß wurde am 13. Juni 1861 als Vermessungsinspektor zum technischen Leiter der im Finanzministerium neu gegründeten Abteilung „Zentraldirektion zur Regelung der Grundsteuer im Preußischen Staat“ ernannt.
Es ist Gauß und seinem Organisationstalent zu verdanken, dass mit 3400 Mitarbeitern die Mammutaufgabe des Aufbaus des Steuerkatasters fristgerecht innerhalb von fünf Jahren, zum 1. Januar 1865, erledigt werden konnte. Für ganz Preußen konnte der Reinertrag der Grundstücke und Gebäude ermittelt werden, was die Basis für die Festlegung der Steuersätze bildete.
Am 13. Juni 1864 wurde die Ermächtigung erlassen, dass bei jeder Regierung zur Erhaltung und Fortschreibung der Katasterdokumente ein Büro einzurichten ist; diese Büros wurden ab 1872 als Katasterämter bezeichnet. Aufgrund seiner Verdienste beim Aufbau des Katasterwesens wurde er auch „Katastergauß“ genannt.
Im März 1872 wurde Gauß zum Generalinspekteur des Katasters im Rang der Räte dritter Klasse befördert, im Oktober 1875 in den Rang der Räte zweiter Klasse. 1892 folgte seine Ernennung zum Wirklichen Geheimen Ober-Finanz-Rat mit dem Rang erster Klasse. Als die Miquelsche Steuerreform der 1890er Jahre die Grund- und Gebäudesteuern den Gemeinden zuwies und für den Staat die Ergänzungssteuer vom beweglichen und unbeweglichen Vermögen einführte, entwickelte Gauß als dritte große Aufgabe seines Lebens neue Wege zur Schätzung der Grundstücke, die Wissenschaft und Praxis später als richtungweisend erkannt haben. Im Jahr 1905 (im Alter von 76 Jahren!) schied Gauß als Wirklich Geheimer Rat mit dem Prädikat „Exzellenz“ aus dem aktiven Staatsdienst aus.
Gauß veröffentlichte viele Fachbücher über steuerrechtliche und vermessungstechnische Themen, dabei auch Logarithmen- und trigonometrische Tafeln. Er beteiligte sich an der Ausarbeitung der Vorschriften zur preußischen Landmesserprüfungsordnung, die am 4. September 1882 in Kraft trat und erstmals eine wissenschaftliche Ausbildung als Voraussetzung verlangte. Gauß war Mitglied und Vorsitzender der Prüfungskommission.
Im Jahr 1899 wurde Gauß von der Universität Straßburg die Ehrendoktorwürde als Dr. phil. h. c. verliehen.
Gauß hatte im Laufe der Jahre in Berlin verschiedene Wohnungen, so in der Brandenburgstraße 33 (heute Lobeckstraße), Blumeshof 3, Bahnhofstr. 1 (Lichterfelde) und zuletzt am Lützowufer 17, wo er auch verstarb. Er war privat ein Freund der Ornithologie und des Wanderns.

## Tod und Gedenken

Ehrengrab von Friedrich Gustav Gauß auf dem Friedhof I der Jerusalems- und Neuen Kirchengemeinde in Berlin-Kreuzberg

Friedrich Gustav Gauß starb im Juni 1915, nur wenige Tage nach seinem 86. Geburtstag, in Berlin. Sein Grab befindet sich auf dem Friedhof I der Jerusalems- und Neuen Kirchengemeinde in Berlin-Kreuzberg.
Die Inschrift auf dem Grabstein lautet:
Hier ruhen in Gott
Elise Gauss geb. Brune
geb. 25.10.1833   gest. 21.6.1889
Dr. F. G. Gauss
Wirkl. Geh. Rat
geb. 20.6.1829   gest. 26.6.1915
Auf Beschluss des Berliner Senats ist die letzte Ruhestätte von Friedrich Gauß (Grablage: 122-7-24) seit 1978 als Ehrengrab des Landes Berlin gewidmet. Die Widmung wurde zuletzt im Jahr 2021 um die übliche Frist von zwanzig Jahren verlängert.
Im Rathaus seines Geburtsortes Bielefeld erinnert ein Bronzerelief an Gauß.

## F.G.Gauß-Stiftung
Vermutlich am 26. Januar 1899, zum 50. Dienstjubiläum von Gauß, wurde durch Kollegen die F.G.Gauß-Stiftung ins Leben gerufen. Die Stiftung förderte „strebsame Kinder von höheren Katasterbeamten“ durch Gewährung von Stipendien zum Geodäsiestudium und durch Preise für geodätische Arbeiten. Im Jahr 1929 spendete der damalige Finanzminister aus Anlass des 100. Geburtstag von Gauß der Stiftung 6000 Reichsmark. Die Stiftung wurde von der Berliner Senatsverwaltung für Justiz wegen Vermögenslosigkeit im Jahr 1964 aufgehoben.

## Werke (Auswahl)
- Die Gebäudesteuer in Preußen. R. v. Decker’s Verlag, Berlin 1866
- Die trigonometrischen und polygonometrischen Rechnungen in der Feldmeszkunst. 1876
- Die Teilung der Grundstücke insbesondere unter Zugrundelegung rechtwinkliger Koordinaten R. v. Decker’s Verlag, Berlin 1878
- Fünfstellige vollständige logarithmische und trigonometrische Tafeln. 1880
- Die Ergänzungssteuer in Preußen. Carl Heymanns Verlag, Berlin 1894
- Die Gebäudesteuer in Preußen nach dem Gesetze vom 21. Mai 1861 und den später ergangenen abändernden Gesetzen nebst Ausführungsbestimmungen. 1897
- Fünfstellige vollständige trigonometrische und polygonometrische Tafeln für Maschinenrechnen. 1901
- Techniker-Tafel – Allgemeine Zahlentafeln und vierstellige trigonometrische und logarithmische Tafeln. Ausgabe für technische Schulen und Praxis
- Vierstellige vollständige logarithmische und trigonometrische Tafeln; (Sexagesimal unterteilter Altgrad)